# Carandiru (métro de São Paulo)
Pour les articles homonymes, voir Carandiru (homonymie).
Carandiru (en portugais : Estação Carandiru) est une station de la ligne 1 (Bleue) du métro de São Paulo. Elle est située sur l'avenida Cruzeiro do Sul, dans le quartier Santana, zone nord de São Paulo au Brésil. 
Mise en service en 1975, elle est exploitée par la Companhia do Metropolitano de São Paulo (CMSP), exploitant de la ligne 1.

## Situation sur le réseau

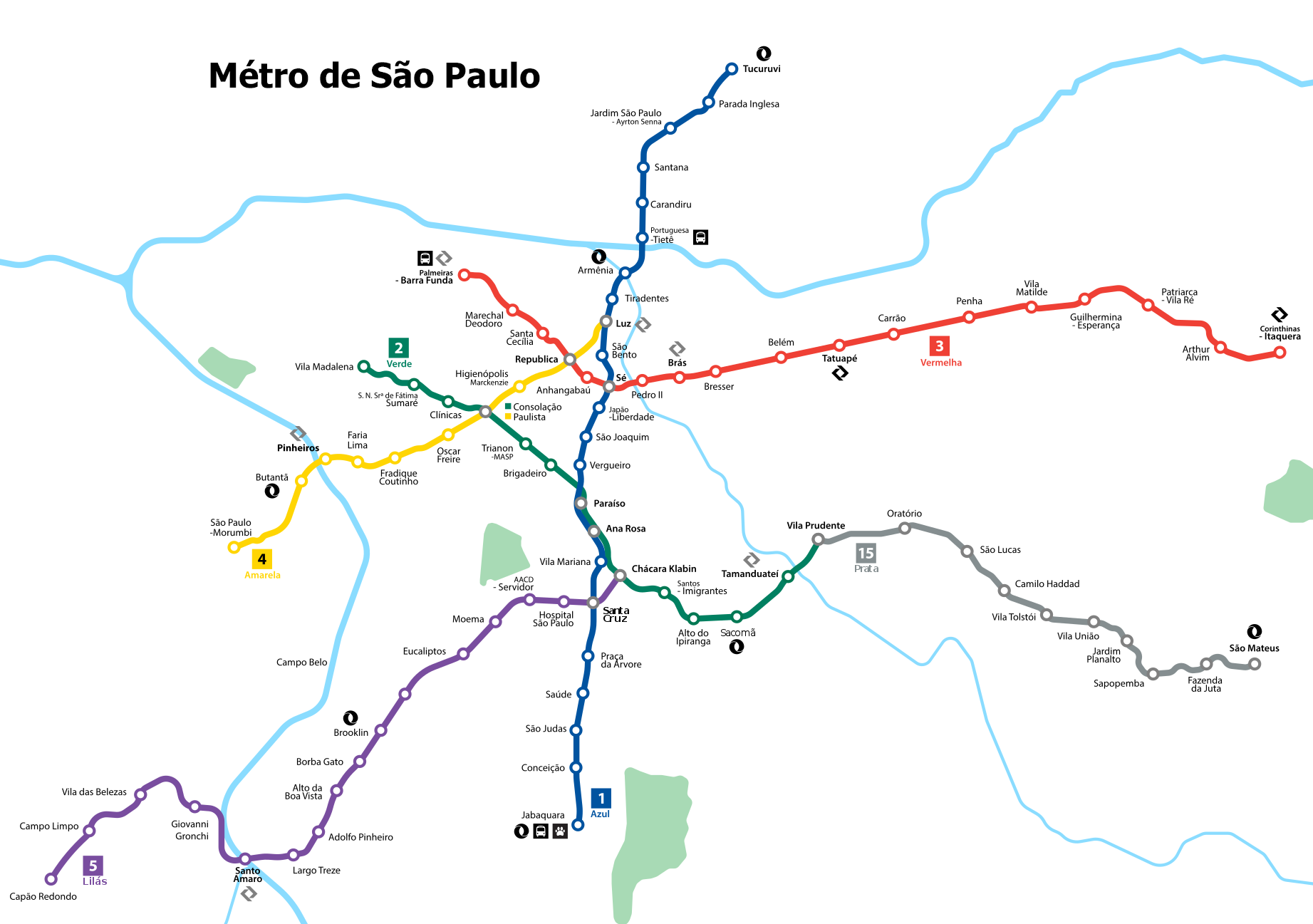
Plan du Métro de São Paulo 2020.

Établie en aérien, Carandiru est une station de passage de la ligne 1 du métro de São Paulo (bleue), située entre la station Santana, en direction du terminus nord Tucuruvi, et la station Portuguesa-Tietê, en direction du terminus sud Jabaquara,.
Elle dispose de deux quais latéraux qui encadrent les deux voies de la ligne.

## Histoire
La station Carandiru  est inaugurée le 26 septembre 1975. C'est une station située en aérien avec structure en béton apparent et un toit en béton préfabriqué. Elle dispose d'une surface construite de 6 880 m2 et est prévue pour absorber un transit de 20 000 voyageurs en heure de pointe.
Le nombre moyen d'entrant dans la station en 2013 est de 15 000 voyageurs par jour ouvrable, de qui en fait l'une des stations les moins fréquentées de la ligne 1.

## Services aux voyageurs

### Accès et accueil
Son entrée principale est située au 2487 de l'avenue Cruzeiro do Sul, elle est accessible aux personnes à la mobilité réduite, elle a également une entrée secondaire sur l'autre trottoir de la même avenue. lle a 6 880 mètres carrés construit et sa capacité est de vingt mille voyageurs par heure, aux heures de pointe.

### Desserte
Carandiru est desservie par les rames de la ligne 1 du métro de São Paulo de 4h40 à 00h00.

Installations et desserte
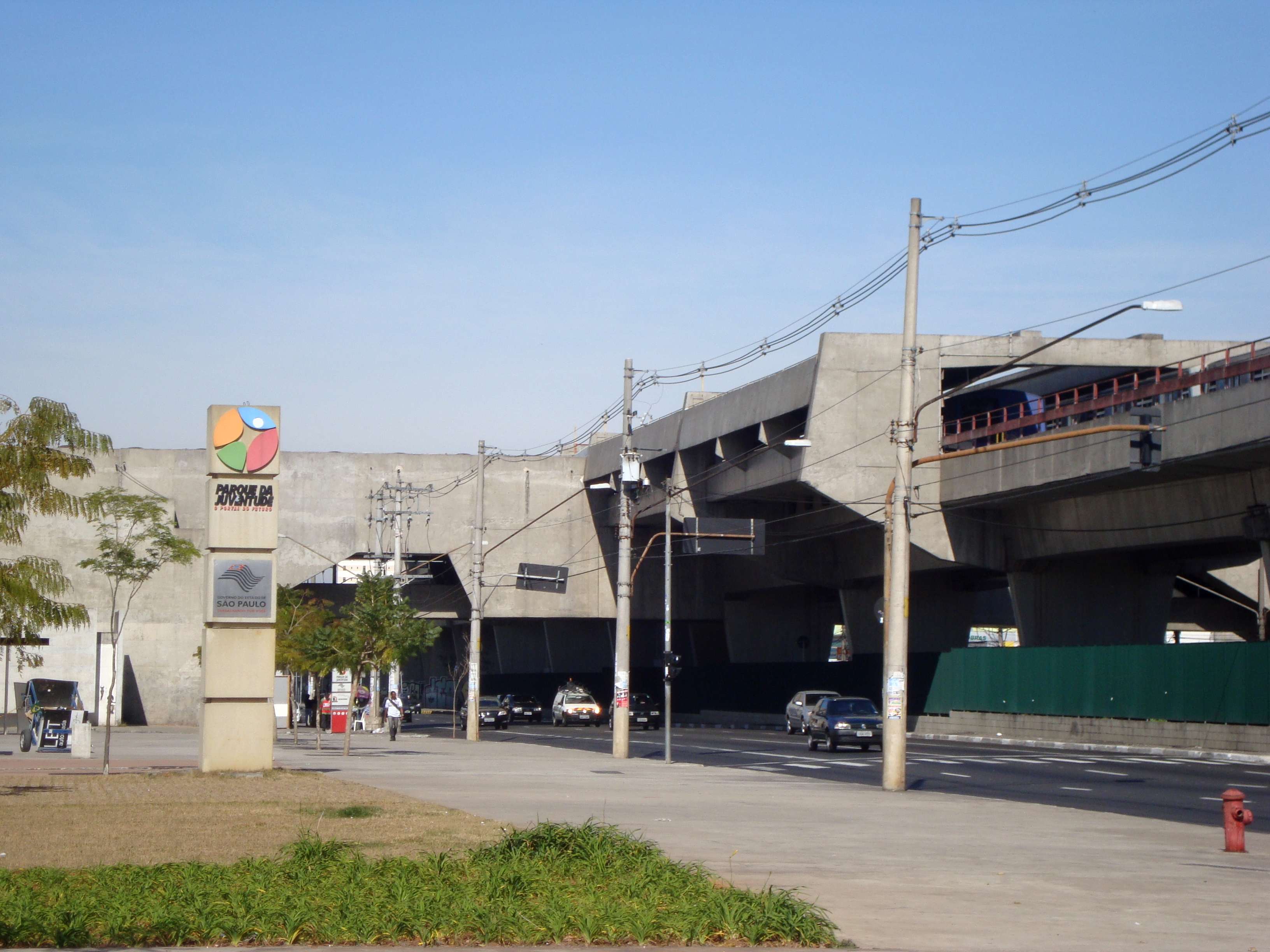
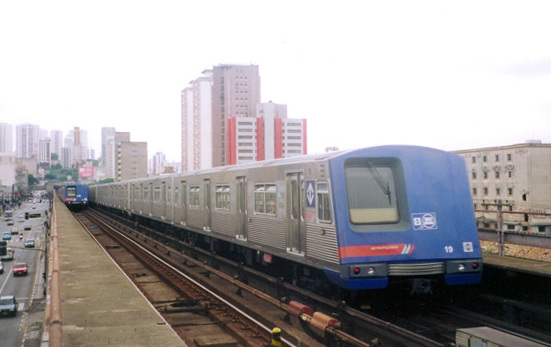

## À proximité
- À ses côtés a fonctionné la maison de détention de São Paulo, scène principale de nombreuses crises dans le système pénitentiaire de São Paulo pendant plus de vingt ans, qui a été désactivé et implosé en 2002 pour faire place au Parque da Juventude.
- Jusqu'en 1965, la gare d'Areal du tramway de Cantareira fonctionnait pratiquement au même endroit. Une autre ancienne gare de tramway, appelée Carandiru, désactivée au début des années 1960, était située à un autre endroit, sur l'avenue Ataliba Leonel, derrière la maison d'arrêt où se trouve actuellement le Présidium de la police civile (PPC) de São Paulo.
- Aéroport du Campo de Marte.